# Aventoft
Aventoft là một đô thị tại huyện Nordfriesland, trong bang Schleswig-Holstein, nước Đức. Đô thị này có diện tích 14,47 km², dân số thời điểm 31 tháng 12 năm 2006 là 476 người. Đây là đô thị xa nhất về phía bắc của Đức.